# Hans Sennholz
Hans F. Sennholz (Bergkamen, 3 de fevereiro de 1922 – Grove City, 23 de junho de 2007) foi um economista da Escola Austríaca que estudou com Ludwig von Mises. Depois de servir na Luftwaffe na Segunda Guerra Mundial, ele se graduou nas universidades de Marburg e Köln. Depois se mudou para os Estados Unidos para fazer seu doutorado na Universidade de Nova York. Ele foi o primeiro aluno de PhD de Ludwig von Mises nos EUA. Lecionou economia no Grove City College, de 1956 a 1992, detendo a cadeira do departamento. Após se aposentar, tornou-se presidente da Foundation for Economic Education, de 1992 a 1997. O filósofo político calvinista, John W. Robbins, afirmou num livro impresso em homenagem a Sennholz, logo após sua morte, que "Sennholz [...] baseou na revelação a sua defesa de uma sociedade livre."
O colega austríaco Joseph Salerno elogiou especialmente Sennholz como um membro subestimado da Escola Austríaca que "escreve tão claramente nos mais diversos assuntos que ele está em perigo de sofrer o mesmo que Say e Bastiat. Como outro colega austríaco, Joseph Schumpeter, apontou, estes dois brilhantes economistas franceses do século XIX, que eram mestres da retórica econômica, escreveram com tanta clareza e estilo que seus livros foram mal julgados pelos inferiores britânicos como 'rasos' e 'superficiais'."

## Livros
- Divided Europe, New York, NY, 1955.
- How Can Europe Survive, D. Van Nostrand Company, 1955
- Moneda y libertad, Buenos Aires, Argentina, 1961.
- The Great Depression, Lansing, MI, 1969.
- Inflation or Gold Standard, Lansing, MI, 1973.
- Gold is Money, Westport, CT, 1975.
- Death and Taxes, Washington, DC, 1976, 2nd ed. 1982.
- Problemas económicas de actualidad, Buenos Aires, Argentina, 1977.
- Age of Inflation, Belmont, MA, 1977, 1979; Spanish: Tiempos de inflation, Buenos Aires, Argentina, 1983.
- Money and Freedom, Spring Mills, PA, 1985; Spanish: Moneda y libertad, Buenos Aires, Argentina, 1987; Polish: Pieniadze I Wolnosc, London, England, 1991.
- The Politics of Unemployment, Spring Mills, PA, 1987.
- Debts and Deficits, Spring Mills, PA, 1987.
- The Great Depression: Will We Repeat It?, Spring Mills, PA, 1988.
- The Savings and Loan Bailout, Spring Mills, PA, 1989.
- Three Economic Commandments, Spring Mills, PA, 1990.
- The First Eighty Years of Grove City College, Grove City, PA, 1993.
- Reflection and Remembrance, Irvington, NY, 1997.
- Sowing the Wind, Grove City, PA, 2004.
- Age of Inflation Continued, Grove City, PA, 2006.